# های اثرلی
های اثرلی (به انگلیسی: High Etherley) یک روستا در بریتانیا است که در کانتی دورام واقع شده‌است.